# Microsoft Flight Simulator (videogioco 2020)
Microsoft Flight Simulator (detto anche Flight Simulator 2020, abbreviato in FS2020) è un simulatore di volo sviluppato da Asobo Studio e pubblicato da Xbox Game Studios in esclusiva per Microsoft Windows e Xbox Series X/S. Costituisce l'undicesimo capitolo della serie Microsoft Flight Simulator. È uscito il 18 agosto 2020 per Windows e il 27 luglio 2021 per Xbox Series X/S. Il programma simula il mondo intero, primo videogioco della storia a farlo con dettagli godibili, usando trame e dati topografici di Bing Maps. Le rappresentazioni tridimensionali delle caratteristiche del mondo, come terreno, alberi, edifici e acqua, sono generate usando la tecnologia Microsoft Azure.

## Panoramica
In questa edizione il motore di gioco di Flight Simulator è stato sviluppato internamente da Asobo Studio e sfrutta i dati di Bing Maps, accedendo a due petabyte di dati dal cloud on demand. Azure AI analizza i dati della mappa e la fotogrammetria per generare modelli 3D fotorealistici di edifici, alberi e terreno. Questa modalità consente al simulatore di rappresentare la maggior parte del mondo attraverso il fotorealismo 3D e altre parti in alta definizione.
Nel simulatore possono essere utilizzati i dati meteorologici in tempo reale; questa funzionalità permette di ottenere un risultato esattamente uguale a quello presente, in quel momento, nel mondo reale: se da qualche parte c'è una tempesta, un temporale o sta piovendo, la stessa condizione meteo può essere inserita nel gioco, automaticamente e contemporaneamente. Dal punto di vista della fisica, Asobo ha creato un proprio motore di volo, consentendo di simulare completamente migliaia di superfici e forze in 3D.
L'edizione 2020 di Flight Simulator, inoltre, popola le strade con veicoli, fa scorrere l'acqua realisticamente in base alla direzione del vento; gli alberi sono disegnati con il dettaglio della singola foglia, creando l'illusione di un mondo vivente. Nel programma sono presenti oltre due milioni di città e oltre 37.000 aeroporti o campi volo del mondo reale.

## Tecnologia
Microsoft Flight Simulator utilizza il suo motore grafico e fisico interno mentre utilizza Microsoft Azure per fornire oltre due petabyte di dati sulle mappe del mondo presi dal cloud su richiesta.  Microsoft ha collaborato con Blackshark.ai, che ha sviluppato una soluzione che utilizza Microsoft Azure e l'intelligenza artificiale per analizzare i dati cartografici e la fotogrammetria per generare modelli 3D fotorealistici di edifici, alberi, terreno e così via. Ciò consente al simulatore di rappresentare parti del mondo in fotorealismo 3D e altre in alta definizione. Flight Simulator genera i suoi oggetti di terreno e scenario inizialmente da immagini satellitari o scansioni di immagini di volo. A causa della distorsione causata dai passaggi ravvicinati, la correzione del colore e la rimozione delle ombre erano essenziali. Una "IA di generazione procedurale offline" utilizza questi e i dati di Bing Maps per generare scenari e oggetti per il mondo virtuale. Ciò può essere migliorato utilizzando l'intervento umano per assemblare oggetti e scenari fotorealistici per livelli di realismo ancora più elevati.
Lo sviluppatore Asobo Studio ha scansionato gli interni e gli esterni degli aerei con uno scanner 3D per creare il loro aspetto realistico, rifinito con la modellazione e la stampa.  Textron Aviation ha contribuito al realismo degli aerei Cessna e Beechcraft. Esistono sistemi fisici e meteorologici realistici e l'utilizzo di dati meteorologici del mondo reale. Ad esempio, se piove da qualche parte nella vita reale, può piovere anche nel gioco. Le singole nuvole hanno comportamenti propri e influiscono sulle prestazioni dell'aereo a seconda della loro posizione all'interno del sistema.
Attraverso la tecnologia basata su cloud, Flight Simulator invia i dati al computer o alla console in tempo reale, mentre l'intelligenza artificiale viene utilizzata per estrapolare la geometria da una combinazione di immagini satellitari e di cavalcavia. Altre fonti di dati includono dati sul terreno per l'abbellimento, dati sulla densità del fogliame, dati meteorologici in tempo reale e aggiornamenti sul traffico aereo. Un renderer atmosferico separato simula accuratamente l'umidità e l'inquinamento. I grattacieli proiettano ombre l'uno sull'altro che si scuriscono quando il giocatore raggiunge il livello della strada e le città di notte disperdono la luce che irradia il cielo.

## Sviluppo
Flight Simulator è stato annunciato il 9 giugno 2019 all'E3 di Los Angeles. È un ritorno ai capitoli principali della serie da Microsoft Flight Simulator X del 2006, dopo un lungo periodo di incertezza dovuto alla chiusura di Aces Game Studio nel 2009. Il 14 novembre 2019 è uscito un trailer con le prime immagini del gameplay. Il 13 luglio 2020 viene annunciato che la data di pubblicazione prevista è il 18 agosto dello stesso anno. Il 18 agosto 2020 il simulatore è disponibile per l'acquisto per PC nelle versioni Standard, Deluxe e Premium; le due versioni più esclusive hanno un maggior numero di aeromobili e diversi aeroporti (i più famosi o importanti) disegnati manualmente, per un realismo ancora maggiore. L'11 dicembre 2020, durante i The Game Awards, viene ufficialmente annunciato il periodo di uscita per la versione Xbox Series X/S del gioco, ovvero l'estate del 2021.
Il 23 dicembre 2020 viene aggiunta la possibilità di giocare in realtà virtuale.

## Espansioni
Top Gun Maverick è un'espansione gratuita e a tema dell'omonimo film, disponibile dal 25 maggio '22.
World Update 9 è un aggiornamento gratuito a tema Italia e Malta, include anche Città del Vaticano. In merito al territorio italiano aggiunge/migliora 20 città, 4 aeroporti e 94 punti d'interesse.
World Update X (40th Anniversary), aggiornamento gratuito con contenuti dallo National Air and Space Museum e crossover con la serie Halo, rende disponibile il Pelican.
Dune Expansion, aggiornamento gratuito con contenuti dal film Dune: Part Two, l'Ornitottero di Casa Atreides e il pianeta deserto Arrakis, disponibile dal 3 novembre 2023.

## Accoglienza
| Testata                          | Versione    | Giudizio |
| -------------------------------- | ----------- | -------- |
| Metacritic (media al 10/05/2022) | Xbox Series | 90/100   |
| Metacritic (media al 10/05/2022) | PC          | 91/100   |
| OpenCritic (media al 10/05/2022) | varie       | 92/100   |

Secondo l'aggregatore di recensioni Metacritic, Microsoft Flight Simulator, sia per PC che per Xbox Series X e Series S, ha ricevuto "il plauso universale" dalla critica dei videogiochi. All'interno del sito, il gioco è classificato come il terzo miglior gioco per PC del 2020, dietro Half-Life: Alyx and Hades, nonché il decimo gioco più discusso. Su OpenCritic, un altro aggregatore, è stato valutato "Mighty" sulla base di 86 critici, insieme al riassunto: "Microsoft Flight Simulator è una meraviglia tecnica, con una quantità folle di rifinitura, incredibile realismo e controlli fenomenali."
I revisori hanno considerato la grafica e il realismo di Flight Simulator il motivo per cui si distingue, con Tokarev Kirill di 80 LEVEL e Chad Sapieha di Common Sense Media che descrivono la sua autenticità come senza precedenti, e altri critici lo definiscono un'impresa estetica nei giochi per PC.

### Vendite
Nelle prime settimane dal rilascio, oltre un milione di utenti avevano giocato a Microsoft Flight Simulator. La società di market intelligence Jon Peddie Research ha osservato nell'agosto 2020 che gli appassionati di simulatore sono tra i giocatori più attivi online, prevedendo che i fan di Flight Simulator spenderanno 2,6 miliardi di dollari nel gioco nei prossimi tre anni.

### Critica del pubblico
Lo sviluppatore del gioco Rami Ismail ha condotto un test casuale della precisione del gioco eseguendo un volo in tempo reale nel gioco da Montreal ad Amsterdam mentre viaggiava contemporaneamente commercialmente sulla stessa rotta e ha riscontrato che il volo del gioco era accurato entro pochi minuti dal volo reale. Ha descritto il gioco "assolutamente sconcertante" e "selvaggio".
Le critiche iniziali si sono concentrate sui tempi di caricamento del simulatore. Su Steam la lunga installazione in-game ha frustrato molti utenti, costringendoli a superare le due ore di gioco e a perdere il diritto al rimborso. Ciò ha provocato una bomba di recensioni, diversi utenti hanno chiesto rimborsi e la valutazione del gioco è diminuita. Tuttavia, Doug Lombardi, vicepresidente di Valve, proprietaria di Steam, afferma di aver affrontato questo problema.
Alcuni utenti hanno segnalato imprecisioni nel rendering di edifici come il Washington Monument a Washington, D.C. e Buckingham Palace a Londra. Erano stati erroneamente rappresentati rispettivamente come un grattacielo e un palazzo di uffici. A causa di un errore tipografico nell'altezza di un edificio suburbano di Melbourne in OpenStreetMap, dati che erano stati utilizzati da Bing Maps e poi utilizzati da Asobo, il simulatore di volo inizialmente ha rappresentato un edificio a due piani come 212 piani, inserendo un improbabilmente sottile e alto grattacielo in periferia.